# Белен-ду-Пиауи
Белен-ду-Пиауи (порт. Belém do Piauí) — муниципалитет в Бразилии, входит в штат Пиауи. Составная часть мезорегиона Юго-восток штата Пиауи. Входит в экономико-статистический микрорегион Алту-Медиу-Канинде. Население составляет 3284 человека на 2010 год. Занимает площадь 243,531 км². Плотность населения — 13,48 чел./км².

## Демография
Согласно сведениям, собранным в ходе переписи 2010 г. Национальным институтом географии и статистики (IBGE), население муниципалитета составляет:
| Полное население                               | Полное население                               | Полное население                               | Полное население                               | 3284  |
| ---------------------------------------------- | ---------------------------------------------- | ---------------------------------------------- | ---------------------------------------------- | ----- |
| в том числе:                                   | Городское население                            | 1603                                           | Процент городского населения, %                | 48,81 |
|                                                | Сельское население                             | 1681                                           | Процент сельского населения, %                 | 51,19 |
|                                                | Мужское население                              | 1682                                           | Процент мужского населения, %                  | 51,22 |
|                                                | Женское население                              | 1602                                           | Процент женского населения, %                  | 48,78 |
| Плотность населения, чел/км²                   | Плотность населения, чел/км²                   | Плотность населения, чел/км²                   | Плотность населения, чел/км²                   | 13,48 |
| Население муниципалитета в % к населению штата | Население муниципалитета в % к населению штата | Население муниципалитета в % к населению штата | Население муниципалитета в % к населению штата | 0,11  |

По данным оценки 2016 года, население муниципалитета составляет 3464 жителя.

## История
Город основан в 1995 году.

## Статистика
- Валовой внутренний продукт на 2003 год составляет 3 801 562,00 реалов (данные: Бразильский институт географии и статистики).
- Валовой внутренний продукт на душу населения на 2003 год составляет 1543,47 реалов (данные: Бразильский институт географии и статистики).
- Индекс развития человеческого потенциала на 2000 год составляет 0,548 (данные: Программа развития ООН).